# Clypeorhagus clypeatus
Clypeorhagus clypeatus är en skalbaggsart som först beskrevs av Hampe 1850.  Clypeorhagus clypeatus ingår i släktet Clypeorhagus, och familjen halvknäppare. IUCN kategoriserar arten globalt som otillräckligt studerad. Arten har ej påträffats i Sverige.